# New River (Corantijn)
Der New River, niederländisch: Nieuwe Rivier, auch Boven Corantijn, ist der ca. 400 km lange linke Quellfluss des Corantijn im äußersten Südosten von Guyana.

## Flusslauf
Der New River entspringt in den Acarai-Bergen im äußersten Südosten der Region East Berbice-Corentyne auf einer Höhe von etwa 400 m. Er fließt anfangs in nordöstlicher Richtung und verlässt nach etwa 50 km das Bergland. Anschließend wendet er sich 40 km nach Osten, bevor er nach Norden schwenkt. Der New River weist teils ein stark mäandrierendes Verhalten mit zahlreichen engen Flussschlingen auf. Bei Flusskilometer 86 mündet der Oronoque, der bedeutendste Nebenfluss, von rechts in den Fluss. Dieser vereinigt sich schließlich an der Grenze zu Suriname mit mehreren Flussarmen mit dem aus Osten heranströmenden Coeroeni zum Corantijn.

## Einzugsgebiet
Der Coeroeni entwässert ein Areal von etwa 16.700 km². Dieses liegt im äußersten Südosten von Guyana. Im Süden wird das Areal von den Acarai-Bergen begrenzt. Das Einzugsgebiet des New River grenzt im Westen an das des Essequibo, im Süden an das des Rio Trombetas, ein Nebenfluss des Amazonas, sowie im Osten an das des Coeroeni.

## Entdeckungsgeschichte
Das Gebiet wurde im Jahr 1871 von dem kanadischen Geologen Charles Barrington Brown erkundet.

## Politik
Das Areal, das zwischen den Flussläufen von New River im Westen und Coeroeni und dessen Quellfluss Koetari im Osten liegt, ist Gegenstand von Grenzstreitigkeiten zwischen Guyana und Suriname.